# I. Starup & Søn
I. Starup & Søn var et dansk orgelbyggeri, Fælledvej 16 på Nørrebro i København. Firmaet blev grundlagt i 1858 af den norskfødte orgelbygger Knud Olsen (1825-1898). I 1898 overtog hans svigersøn, Carl Imanuel Starup (1862-1944) virksomheden, der fra 1932 videreførtes af dennes søn, Axel Starup. I 1976 overtog Albert Lang firmaet, der 1982 overgik i medarbejdereje. Nedlagt 1986.